# Ja, wo is’ er denn?
Ja, wo is’ er denn? (englischer Originaltitel Where’s Spot?) ist das erste Buch aus der Flecki-Reihe des englischen Autors und Illustrators Eric Hill aus dem Jahr 1980. Bei dem Bilderbuch handelt es sich um ein sogenanntes Aufklapp-Buch. Die deutsche Erstausgabe wurde 1980 beim Schreiber-Verlag veröffentlicht.

## Inhalt
Das kleine Hündchen Flecki (im englischen Original Spot) hat wieder einmal sein Abendessen nicht angerührt! Fleckis Mama macht sich im ganzen Haus auf die Suche nach ihm. Doch wo immer sie nachsieht, findet sie stattdessen andere Tiere. Die Schildkröte unter dem Teppich gibt schließlich den entscheidenden Hinweis: Die Mutter findet Flecki in einem Korb und sehr zu ihrer Freude genießt das Hündchen schließlich das Futter in seinem Fressnapf.

## Besonderheiten
Alle Tiere, die Fleckis Mutter im Haus findet, sind hinter Buchklappen verborgen, die die jungen Leser öffnen können. Die Idee für diese Buchklappen hatte Hill, als  er das Buch für seinen Sohn Christopher schrieb. Mit Ja, wo is’ er denn? setze Hill einen neuen Trend unter den interaktiven Bilderbüchern. Der Fleck auf Spots Körper und am Ende seines Schwanzes gehen auf das Aussehen eines Flugzeugs zurück.

## Rezeption
Ja, wo is’ er denn? kam innerhalb weniger Wochen nach Veröffentlichung 1980 an die Spitze der Topseller-Listen in Großbritannien. Flecki-Bücher wurden in 60 Sprachen übersetzt, der Titelheld ist auf der ganzen Welt bekannt. Jean Hammond Zimmerman schreibt in ihrer Buch-Rezension: „Die großen Illustrationen mit Tinte und Aquarellfarben sind klar abgegrenzt und voller Humor. [...] Das klare Layout und der einfache Text sind eine erfrischende Abwechslung zu den oftmals komplizierten und unübersichtlichen Pop-up-Büchern, die für diese Altersgruppe erhältlich sind“. Die markante Schriftart und das clevere Design haben dieses Buch zu einem modernen Klassiker gemacht.

## Referenzen
Ja, wo is’ er denn? ist in dem literarischen Nachschlagewerk 1001 Kinder- und Jugendbücher – Lies uns, bevor Du erwachsen bist! für die Altersstufe 0–3 Jahre enthalten.

## Ausgaben
- Where’s Spot? Heinemann, UK 1980 (englisch, librarything.com).
- Ja, wo is’ er denn? Schreiber-Verlag, 1980.

## Verfilmungen
Die Flecki-Reihe wurde unter dem Titel Kleine Abenteuer mit Spot als animierte TV-Serie (1987–1993) von BBC verfilmt. Das Buch Ja, wo is’ er denn? ist darin die 6. Folge der ersten Staffel. Eine weitere Flecki-Serie mit 13 Folgen wurde im Jahr 2000 von Disney unter dem Namen Discover Spot produziert.